# Centro de Genética Médica Doutor Jacinto Magalhães
O Centro de Genética Médica Doutor Jacinto Magalhães (antigo Instituto de Genética Médica Doutor Jacinto Magalhães (IGM)), com sede no Porto, foi criado pelo Dec-Lei nº 341/80, de 1 de Outubro e é um Instituto Público de âmbito nacional, com personalidade jurídica e autonomia administrativa e financeira, estando integrado no SNS.
Estava na dependência directa do Ministro da Saúde desde 20 de abril de 1987 e em 21 de fevereiro de 2002 foi também considerado Laboratório de Estado no sector da Saúde. Em Outubro de 2006, o IGM foi extinto como entidade autónoma ficando integrado no Instituto Nacional de Saúde Ricardo Jorge.

## Histórial

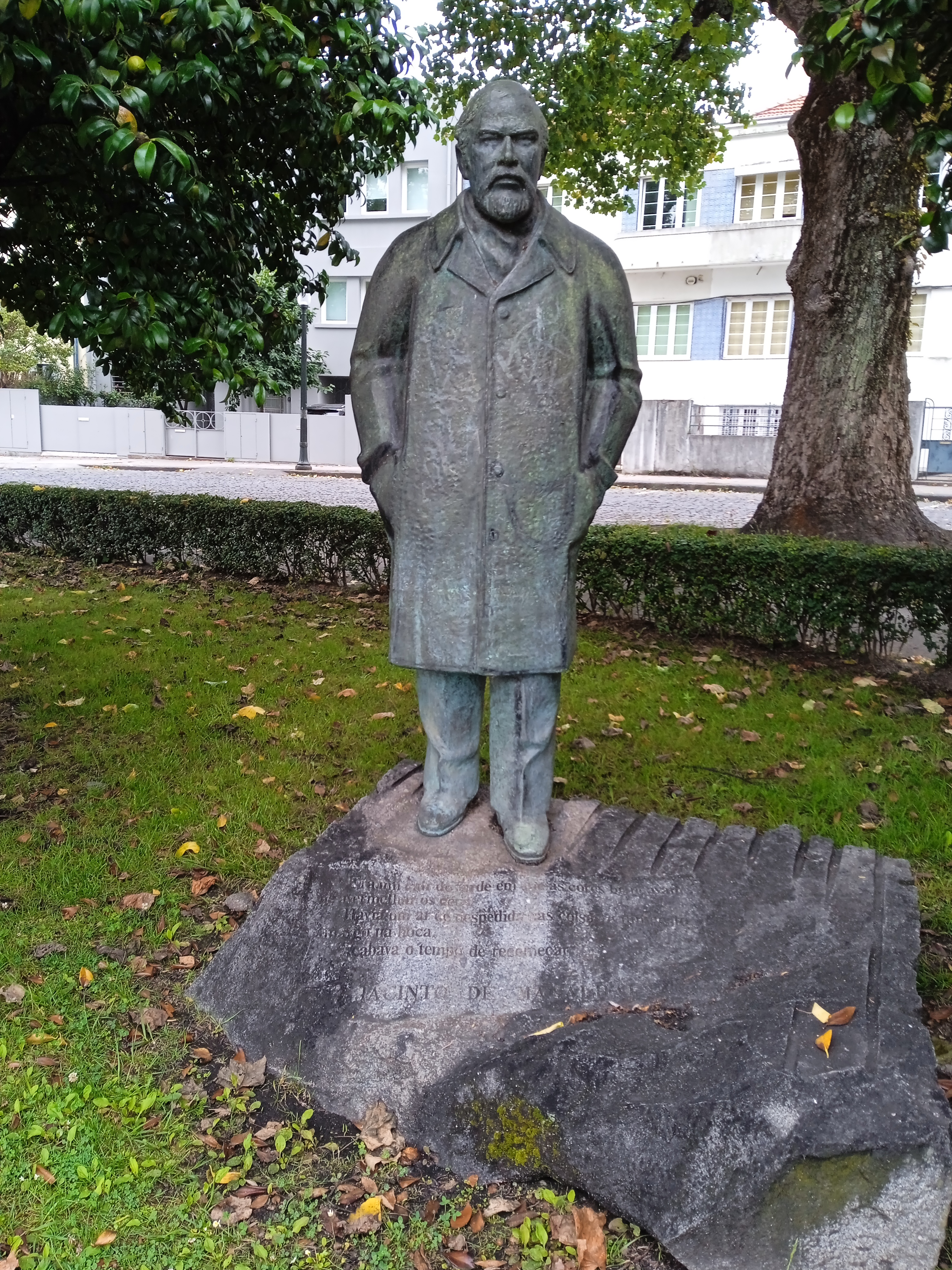
Estátua de Jacinto de Magalhães no Porto

Em 1971, por iniciativa do Dr. Jacinto de Magalhães, foi organizada uma Consulta de Genética no Hospital de Crianças Maria Pia, no Porto. Dois anos depois esta Consulta passou a Serviço, com a inclusão de um Laboratório de Citogenética. Foi este Serviço que em Outubro de 1980 se separou do Hospital e deu origem ao Instituto de Genética Médica (Dec.- Lei nº. 431/80), sendo seu primeiro director o Dr. Jacinto de Magalhães. Graças à política de investimento prioritário na formação de técnicos e aquisição de novas tecnologias, o novo Instituto desenvolveu-se rapidamente.

Ainda em 1980 iniciou o Programa Nacional de Diagnóstico Precoce, e em 1985 criou o Centro de Diagnóstico Pré-Natal em colaboração com o Centro Hospitalar de Gaia. Em 1987, por falecimento do Dr. Jacinto de Magalhães o Dr. Rui Vaz Osório assumiu a sua direcção. O Instituto dispunha já nessa altura de Consultas e de Unidades Laboratoriais de Citogenética, Enzimologia e Biologia Clínica, sendo em 1988 criada mais uma Unidade: Genética Molecular. A política de desenvolvimento inicialmente seguida manteve-se com a nova direcção, e as instalações foram ampliadas e modernizadas, acompanhando o desenvolvimento do Instituto. Desde 2001, após aposentação do Dr. Rui Vaz Osório, foi nomeada directora a Doutora Maximina R. Pinto.

Hoje o IGM, que entretanto passou a ser designado de "Jacinto de Magalhães", é parte integrante do Instituto Nacional de Saúde Doutor Ricardo Jorge, e desempenha um importante papel na prevenção, diagnóstico e tratamento das doenças genéticas, ensino pós-graduado e investigação.

## Unidades e projectos associados
O Instituto de Genética Médica é composto por uma unidade de Consultas e unidades laboratoriais de Biologia Clínica, Citogenética, Enzimologia e Genética Molecular. Incluí também um Centro de Diagnóstico Pré-Natal em conjunto com o Hospital de Vila Nova de Gaia e o Centro de Diagnóstico Precoce - Laboratório Nacional de Rastreio onde é efectuado o teste do pezinho aos recém-nascidos em Portugal.

O Instituto de Genética Médica foi de 2003 a 2006, a instituição de acolhimento em Portugal da Orphanet - Base de Dados Europeia de Doenças Raras e Medicamentos Órfãos, que se encontra actualmente sediada no Centro de Genética Preditiva e Preventiva no Instituto de Biologia Molecular e Celular.

## Localização
O Instituto de Genética Médica localiza-se na Praça Pedro Nunes, muito próximo da Rotunda da Boavista.